# Voskovka ovčí
Voskovka ovčí (Neohygrocybe ovina) je velmi vzácný druh houby z čeledi šťavnatkovité (Hygrophoraceae). V Červeném seznamu hub České republiky je druh uveden jako kriticky ohrožený.

## Znaky
Klobouk je 2–10 cm široký, nejdříve polokulovitý, během vývoje přechází přes tvar kuželovitý, zvoncovitý až po plošně rozprostřený. Ve stáří bývá klobouk nepravidelně zprohýbaný. Pokožka je hladká, suchá, ve stáří šupinkatá, barvu má šedohnědou, v pokročilém stáří i černou.
Tlusté lupeny jsou u třeně zaobleně připojené, na klobouku jsou řídce uspořádané, špinavě bělavé či světle šedohnědé. Výtrusný prach je bílý.
Nepravidelně zploštělý, válcovitý až lehce kyjovitý třeň je 3–12 cm dlouhý, suchý, hladký, stejně zbarvený jako klobouk.
Křehká a tenká dužnina voní po čpavku nebo třtinovém cukru.
Všechny části plodnice po poranění červenají.

## Užití
Nejedlý druh.

## Ekologie
Roste na nehnojených podhorských pastvinách, trávnících a loukách, vzácněji i v křovinách a na okrajích lesů. Tato houba se často vyskytuje na stanovištích, na němž rostou další druhy voskovek, což je pro tyto houby typické.

## Rozšíření
Druh se vyskytuje v Evropě, Severní Americe, Japonsku a na Blízkém východě.

## Galerie

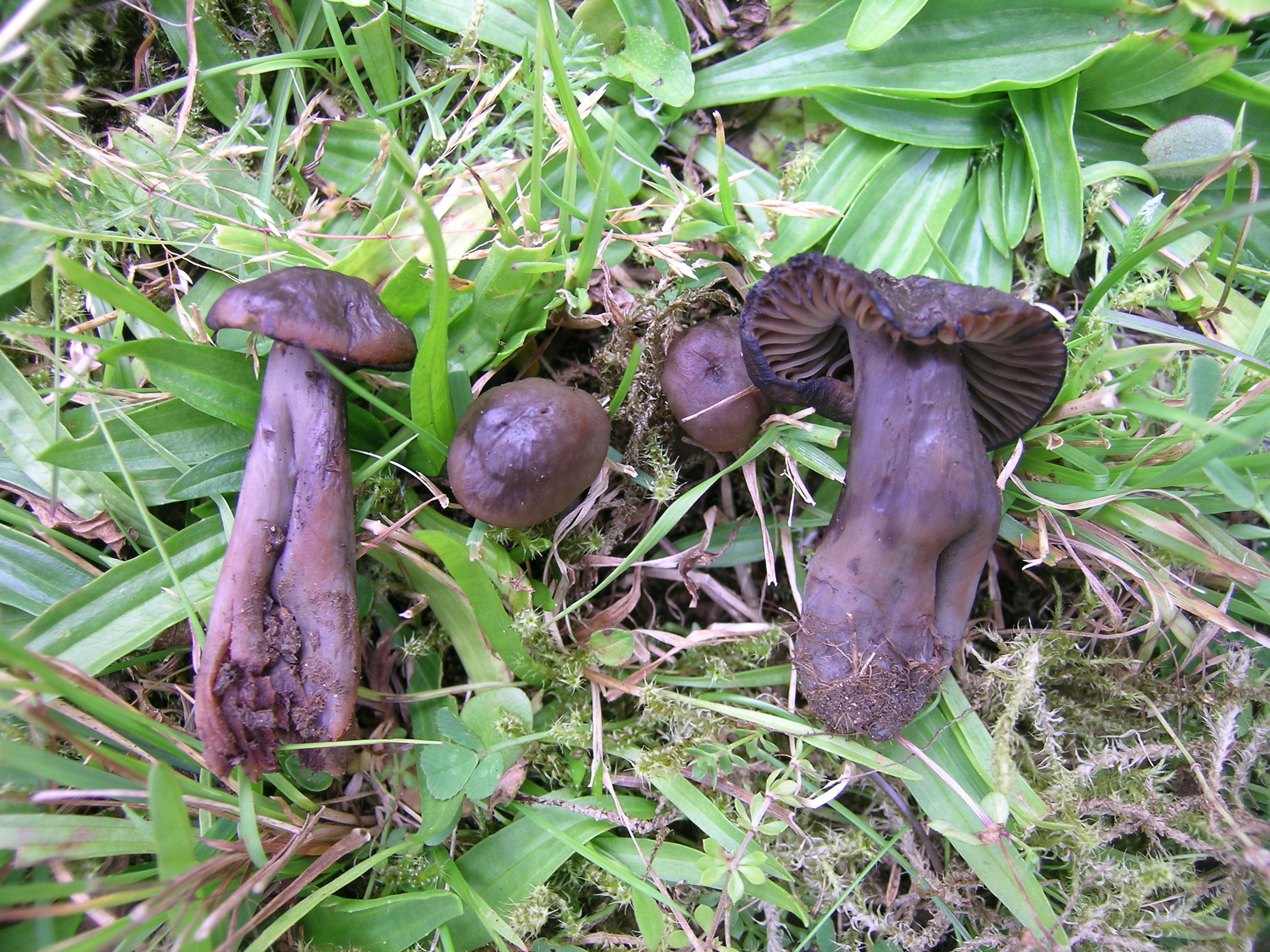

## Možnost záměny
- Voskovka červenající (Hygrocybe ingrata)
- Voskovka ledková (Hygrocybe nitrata)[3]